# ブリザードアクセル
『ブリザードアクセル』は、鈴木央による日本の漫画。『週刊少年サンデー』（小学館）にて、2005年15号から2007年27号まで連載された。同誌の2004年28号に掲載された同名の読みきり作品の設定を改変した作品で、鈴木が同誌に移籍して初の週刊連載で、フィギュアスケートを題材としている。
スケートインストラクターの無良隆志が取材協力に当たっており、新採点方式やジャンプの種類、技などが詳しくかつわかりやすく書かれているため、フィギュアスケートの入門書としても読むことができる（4巻以降）。これについては元フィギュアスケーターの八木沼純子も絶賛しており、作者との対談も行われている。

## あらすじ
両親に無視され続けて育ったために、目立つことを生きがいとする北里吹雪。だが、何をしても両親の目を引くことは出来ず、ケンカに明け暮れるばかりの悶々とした日々を送る。そんな中で偶然にフィギュアスケートに出会い、いきなり四回転半のジャンプを跳んでしまう。観衆の注目を一身に浴びた吹雪は、フィギュアスケートの魅力に取り憑かれる。

## 登場人物

### 白帝FSC
ウィンタースポーツ用品の大手、白帝グループの経営する、東京のフィギュアスケートクラブ。名門中の名門とされる。その中でも特待生のレベルはジュニアトップランクで、白帝FSC所属の選手から特に認められた者か、外部から試験を受けて合格した者でないとなれない。特待生になると諸費用が一切免除されるが、なれるのは通例、年間に一人だけ。練習は朝6時から夜9時半まで（途中3時から6時まで休憩が入る）。ジュニアの特待生は全員白帝若葉寮に住み、私立白帝学園中等部に通う。
北里吹雪（きたざと ふぶき）
本作の主人公。中学1年生。特待生。3人の優秀な兄を持つために、全く親から関心を向けられずに育つ。そのため、大変な目立ちたがり屋。100勝無敗を誇るほどのケンカの腕前だったが、周囲からはただの不良扱いをされていた。フィギュアスケートに出会った時期は遅まきながら、生来の運動能力と並外れた努力で、次第にその才能を開花させていく。親が自分に関心を向けなかった理由を見抜き、自分から親に見切りをつけるなど、洞察力・決断力にも優れている。白帝FSCの特待生試験では不合格だったものの、マッケンジーの強い推薦を受け、条件付きで特待生となる。ジャンプの能力以外に、右回転でも左回転でもジャンプが出来るという凄まじい才能（スイッチジャンパー）もあり（これは野球で言うところの“両投げ投手”のようなものであり、努力すれば誰でも出来るというものではない）、世界初となる三回転サルコウ－二回転フリップのコンビネーションジャンプを成功させた。シングルだけでなくペアも兼業しており、パートナーは白原六花（全日本ジュニア選手権終了後、ペアの活動を休止）。四回転半ジャンプをとべ、ガブリエル戦にて五回転半ジャンプを成功させた（五回転半は世界初で得点が設定されておらず、得点はなかった）。
読み切り版では女顔にコンプレックスを抱え、男らしくなりたいと願う美少年という設定だった。
白原六花（しらはら りっか）
中学1年生。特待生。スパイラルシークエンスが得意。白帝FSCを経営する、白帝グループのオーナーの一人娘。シングルでの成績不振を理由にペアに転向させられる。パートナーは北里吹雪。フロストクイーンFSCとの交流試合のあとペア一本でやっていくことを決めるが、吹雪を好きになってしまい、恋愛がペアの障壁になるのではと悩む。マッケンジーとは友人で、お揃いのカバンを使うほど仲がいい。スケート以外に関しては、やや抜けたところがある。現在はオーナーの仕事上の都合によりアメリカに住んでいる。部屋が破滅的に汚い、いわゆる「かたづけられない女」である。
五反田正（ごたんだ ただし）
中学2年生。特待生。得意技は三回転フリップ。福島の氷山FSCに所属していたが、白帝FSCの特待生試験に見事合格して上京。白帝FSCのレベルの高さに自信を喪失し、一時期は福島に帰ろうとしていた。驚くと鼻水が止まらない体質。
村雲京太郎（むらくも きょうたろう）
中学3年生。特待生。得意技は四回転サルコウ。白帝のナンバー1で、ジュニアトップクラスの実力を誇る。白帝FSCのリーダー的存在。シングルだけでなくペアも兼業しており、パートナーは三条院晶。
桜田武士（さくらだ たけし）
中学3年生。特待生。得意技は四回転トゥループ。鍛え上げえられた筋肉が自慢で、武器。桜田小雪の兄。重度のシスコン。
近衛騎士（このえ ないと）
中学2年生。特待生。得意技は三回転ループとコンビネーションジャンプ。芸能活動も兼業している人気アイドル歌手で、フィギュアはついででやっている。発売したCD「Glittering Star」はミリオンセラーを記録。
鬼怒鋼（きど はがね）
中学2年生。特待生。得意技は三回転ルッツ。メロンを皮ごと食べる・謎のセミナーへ参加すると言って行方不明になるなど、ミステリアスな部分が多い。
梧桐陣（ごとう じん）
中学1年生。特待生。得意技は三回転半（トリプルアクセル）。白帝のナンバー2で、そのジャンプの美しさは「芸術」と評される。研究熱心な努力家で、部屋にはフィギュアの本やビデオが大量に置いてある。自分の敵は自分だけだと考えていたが、自分と同じ「天性のアクセルジャンパー」である吹雪をライバルと認める。フロストクイーンFSCとの交流試合のあとからペアも兼業しており、パートナーは桜田小雪。
三条院晶（さんじょういん あきら）
中学3年生。特待生。得意技はビールマンスピン。「女子ジュニアの女王」の異名をとり、トップクラスの実力を誇る。知的で落ち着いた雰囲気の大人びた少女。普段はシングルだけでなくペアも兼業しており、パートナーは村雲京太郎。
桜田小雪（さくらだ こゆき）
中学1年生。特待生。ステップシークエンスが得意。純真な性格で、すぐに顔が真っ赤になる。六花や陣と仲がいい。桜田武士の妹。勝手な妄想から叫んでしまう癖がある。フロストクイーンFSCとの交流試合のあとからペアも兼業しており、パートナーは梧桐陣。
ジョージ・マッケンジー
男子シングルコーチ。元・世界チャンピオン。これまでは「とある個人的な理由」から選手に指導をほとんど行っていなかったが、吹雪の四回転半を見て、フィギュアへの情熱を取り戻す。特徴的な鼻だったため、吹雪からは「鼻魔人」と呼ばれた。一人称が「余」など、少し怪しい日本語を話す。六花とは友人。
城島研一（じょうじま けんいち）
男子シングルコーチ。技術重視の指導方針で、一時期低迷していた白帝FSCを立て直した功労者。マッケンジーとは仲が悪い。フロストクイーンFSCとの交流試合のあと白帝を去り、アメリカに渡る。
神谷舞子（かみや まいこ）
女子担当のコーチ。オーナーの意向に従い、六花をシングルからペアに転向させた。
獅門慶介（しもん けいすけ）
ペア担当コーチ。城島が辞めたため代わりに白帝のコーチとなる。「恋愛したペアは即解散」という方針を採っているが、それは彼自身の過去に深くかかわりがあるようだ。肩にオウムを乗せている。

### フロストクイーンFSC
名古屋のフィギュアスケートクラブ。東の名門・白帝と並び、西の名門とされる。白帝グループのライバル会社「フロスト」が経営している。
寺田和志（てらだ かずし）
中学2年生。ペアの選手でパートナーは霜角樹里亜。二人は恋人同士で、「和くん」「ジュリジュリ」と呼び合う。樹里亜によると「驚いた顔は意外と不細工」だが、その変貌ぶりは樹里亜も同じくらい酷い。
霜角樹里亜（しもかど じゅりあ）
中学1年生。ペアの選手でパートナーは寺田和志。二人は恋人同士で、所構わずいちゃつく様はまさにバカップル。「フロスト」の社長令嬢で、六花とは幼なじみ。
七瀬将臣（ななせ まさおみ）
中学3年生。フロストクイーンFSCのエース。
天沢悠（あまさわ ゆう）
中学1年生。フィギュアを始めて1年で全日本ノービスを制した天才。同じ中学1年生の梧桐陣をライバル視している。
加藤進（かとう すすむ）
中学3年生。驚くと眉毛が異常に延びる。
大池華子（おおいけ はなこ）
中学1年生。
酒井鈴（さかい りん）
中学2年生。
園田ちなみ（そのだ ちなみ）
中学3年生。
剣崎祐介（けんざき ゆうすけ）
フロストクイーンFSCのコーチ。

### 氷山FSC
福島のフィギュアスケートクラブ。
阿波花音（あなみ かのん）
中学1年生。吹雪の親友。超一流となれるほどの才能を持つバレエダンサーだったが、「自分なりの究極のボレロ」を表現するため、フィギュアスケートに転向する。趣味は読書で、女の子のような外見をしている。バレエで培った表現力と、柔らかい体を生かしたスピンが武器。
宍戸雷造（ししど らいぞう）
中学1年生。吹雪の親友。目立つことが苦手で、恥ずかしがり屋。気弱な性格に不相応な髪型（鬼剃り）は、「周囲になめられないように」と吹雪が剃ったもの。吹雪に説得され、フィギュアスケートを始める。オリンピックでは田辺まちかとアイスダンスに出場。
田辺まちか（たなべ-）
吹雪が氷山FSCに入らなかったため活躍の場がなかった「幻のヒロイン」。そのため本編では名が明かされていないが、作者が読者の質問に答える形で自身のブログにて明かした。花音らと同じ中学に通い、福島弁を話す。オリンピックでは宍戸雷造とアイスダンスに出場。
黒塚光（くろつか ひかる）
吹雪の才能を見初め、白帝FSCの特待生試験を受けるように薦める。元・オリンピック選手。吹雪の成長を確認するため交流試合にも足を運び、記者の市川と俵田の隣で得点や技を解説。
山本（やまもと）
黒塚より年配のコーチ。通称ころがり専門たぬき。

### 海王院FSC
関東地方のフィギュアスケートクラブ。
三俣信綱（みまた のぶつな）
ペアの選手で、パートナーは桐崎凛。昨年は別のパートナーと北海道・東北大会を制したが、凛と組むことを希望し元のパートナーを見捨てた。パートナーを自分が勝つための道具としか思っていない。ペアトーナメント関東地区大会一回戦で、北里＆白原ペアと対決。
桐崎凛（きりさき りん）
ペアの選手で、パートナーは三俣信綱。昨年は別のパートナーと関東大会で準優勝した。三俣同様、パートナーを自分が勝つための道具として見ている。三俣と組んだのも、自分のかつてのパートナーに恋したため。ペアトーナメント関東地区大会一回戦で、北里＆白原ペアと対決。

### その他

#### 福島の人々
吹雪の両親（仮称）
両方とも非常に虚栄心が強い性格で、自分の子どもに対しても差別しており、子どもの立てる手柄にしか興味のない底の浅い人間。吹雪を自分たちに恥をかかせるしかない人間として、まったくその存在を無視してきたが、吹雪がオリンピックも狙える才能の持ち主と知らされると、「さすが私達の息子だ」などと態度を豹変させ、吹雪を褒め称えるようになるも、吹雪から見限られることになる。
父親は村の有力者らしく、酒に強いことで知られている。後半では、妻子や知人が吹雪に注目する中で無関心を装うが、内心では己の父親としての態度を反省しており、陰ながら吹雪を応援している。
北里賢人（きたざと けんと）
北里家の長男。一流音大生。
北里直人（きたざと なおと）
北里家の次男。甲子園球児で、ポジションはピッチャー。
北里戒人（きたざと かいと）
北里家の三男。吹雪の通う中学の生徒会会長。
宍戸ワサビ（ししど ワサビ）
雷造の姉。スナック「ボレロ」を経営している。
宍戸アザミ（ししど アザミ）
雷造の姉。

#### 東京の人々
白原順三郎（しらはら じゅんざぶろう）
白帝グループの社長で、白帝FSCのオーナー。一人娘の六花を跡継ぎにしたいと考え、フィギュアをやめさせようとしていた。だが交流試合で六花のペアの滑走を見て感動し、和解。現在は応援している。
市川真奈（いちかわ まな）
フィギュアスケート雑誌「フィギュアマックス」の女性記者。フィギュアスケートの試合にはすべて足を運ぶ。選手時代、黒塚に憧れていた。
俵田作（たわらだ さく）
フィギュアスケート雑誌「フィギュアマックス」の新人記者。ショートプログラムのルールもよくわからないほど不勉強。
赤羽宮子（あかばね みやこ）
吹雪と六花のクラスの担任。23歳。美術教師。美術部とフィギュアスケート部の顧問。ただし、フィギュアスケート部とは白帝学園が全校生徒にクラブ活動を義務付けている関係上白帝FSCの選手が籍を置いているもので、校内での活動はなく、顧問の仕事も試合を見に行くことのみ。
『ライジングインパクト』の黒峰美花に特徴が似ている(黒峰よりも温厚そうなイメージ)。
老彫先生（おいぼれせんせい）
元フィギュアスケート部の顧問。腰を悪くしたため赤羽に代わってもらった。フィギュアには詳しい。

#### アメリカの人々
ガブリエル・ホワイト
ジョージ・マッケンジーの昔の教え子。吹雪のライバル。別名「四回転の悪魔」（クワドデビル）。通称、デビル。すべての四回転ジャンプをとぶ。キーラの恋人でもある。昔は、北里のような性格で、とてもやさしかった。養子として、本当の親ではない人に育てられた。昔は、とても純情な性格で、ジョージ・マッケンジーにほめられるために、必死で大会の優勝を狙っていた。
キーラ･マッケンジー
ジョージ・マッケンジーの娘。

## 登場した曲目・演目

### 白帝編以前
ボレロ（モーリス・ラヴェル）
花音をフィギュアへ転向させる決心をさせるため、吹雪が踊った曲（ただし、スケートリンクではなくバレエスクールで）。
ラデツキー行進曲（ヨハン・シュトラウス1世）
白帝FSC特待生試験で、五反田、吹雪、花音が使用。

### 第18回白帝・フロストクイーン定例交流試合
ドン・キホーテ（レオン・ミンクス）
第18回白帝・フロストクイーン定例交流試合で、北里＆白原ペアと寺田＆霜角ペアがショートプログラムとフリースケーティングで使用。
くるみ割り人形（ピョートル・チャイコフスキー）
第18回白帝・フロストクイーン定例交流試合で、寺田・霜角ペアがフリースケーティングで使用する予定だった曲。急遽ドンキホーテに変更したため、実際は使用されなかった。
ピアノ協奏曲第2番（セルゲイ・ラフマニノフ）
第18回白帝・フロストクイーン定例交流試合で、加藤がショートプログラムに使用。
ジュピター（グスターヴ・ホルスト）
第18回白帝・フロストクイーン定例交流試合で、梧桐がショートプログラムに使用。
映画「ゴッドファーザー」のテーマ
第18回白帝・フロストクイーン定例交流試合で、七瀬がショートプログラムに使用。
映画「ミッション・インポッシブル」のテーマ
第18回白帝・フロストクイーン定例交流試合で、五反田がショートプログラムに使用。
Fly Me to the Moon （バート・ハワード）
第18回白帝・フロストクイーン定例交流試合で、天沢がショートプログラムに使用。
天国への階段（レッド・ツェッペリン）
第18回白帝・フロストクイーン定例交流試合で、北里がショートプログラムに使用。
交響曲第3番『英雄』（ルートヴィヒ・ヴァン・ベートーヴェン）
第18回白帝・フロストクイーン定例交流試合で、北里と天沢がフリースケーティングに使用。

### 全日本ジュニア選手権・関東地区大会
この大会はトーナメントで行われ、1試合ごとに課題曲が決められており、ショートプログラム、フリースケーティングとも同じ曲を使用するという、本作品オリジナルの設定がなされている。
トゥーランドット（ジャコモ・プッチーニ）
ペアトーナメント関東地区大会一回戦、北里＆白原ペアと三俣＆桐崎ペアの課題曲。
カルメン（ジョルジュ・ビゼー）
ペアトーナメント関東地区大会準決勝、北里＆白原ペアと梧桐＆桜田ペアの課題曲。

## 書誌情報
- 鈴木央 『ブリザードアクセル』 小学館〈少年サンデーコミックス〉、全11巻
  1. 2005年7月15日発売、ISBN 4-09-127301-7
  2. 2005年9月16日発売、ISBN 4-09-127302-5
  3. 2005年12月15日発売、ISBN 4-09-127303-3
  4. 2006年2月17日発売、ISBN 4-09-120090-7
  5. 2006年5月18日発売、ISBN 4-09-120326-4
  6. 2006年7月18日発売、ISBN 4-09-120554-2
  7. 2006年10月18日発売、ISBN 4-09-120670-0
  8. 2007年1月18日発売、ISBN 978-4-09-120828-6
  9. 2007年3月16日発売、ISBN 978-4-09-121024-1
  10. 2007年6月18日発売、ISBN 978-4-09-121079-1
  11. 2007年9月18日発売、ISBN 978-4-09-121188-0
- 鈴木央 『新装版 ブリザードアクセル』 講談社〈講談社コミックス〉、全6巻
  1. 2018年2月16日発売、ISBN 978-4-06-510978-6
  2. 2018年2月16日発売、ISBN 978-4-06-511113-0
  3. 2018年3月16日発売、ISBN 978-4-06-511114-7
  4. 2018年3月16日発売、ISBN 978-4-06-511115-4
  5. 2018年4月17日発売、ISBN 978-4-06-511127-7
  6. 2018年4月17日発売、ISBN 978-4-06-511128-4

### 補足
- 単行本第4巻の巻末には「ペアスケーティング全技得点リスト」が、単行本第5巻の巻末には「男女シングル全技得点リスト」がそれぞれ掲載されている。（得点及びルールは2005-2006シーズンのもの）
- 単行本第6巻の巻末には、第5巻収録『Program38』と『Program39』における間違いを解説する書き下ろし漫画『やばい!間違えました!ごめんなさいの巻』（3ページ）が掲載されている。